# Clemendana pacifera
Clemendana pacifera là một loài bướm đêm thuộc phân họ Arctiinae, họ Erebidae.